# Wappen von Buenos Aires

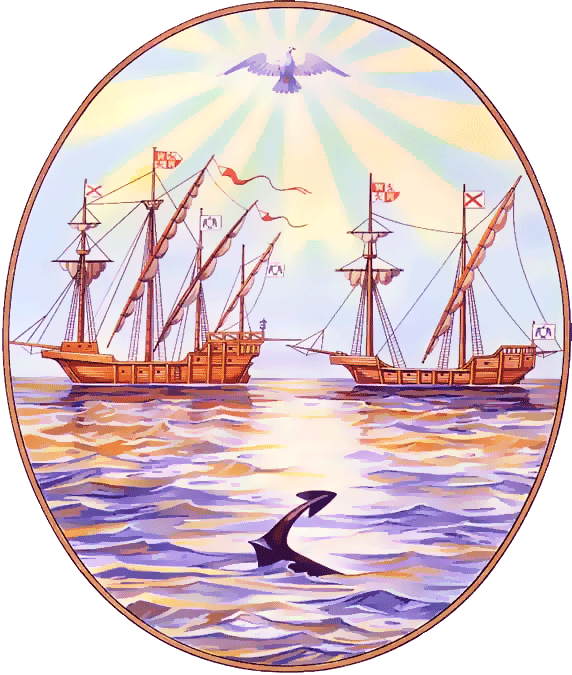
Wappen der Stadt Buenos Aires

Das Wappen von Buenos Aires ist das offizielle Schild der argentinischen Hauptstadt Buenos Aires und wird von den verschiedenen Bereichen der Stadtregierung genutzt.

## Geschichte
Am 20. Oktober 1580 erhielt die Regierung der Stadt Santísima Trinidad und ihres Hafens Santa María de los Buenos Ayres mit Juan de Garay an ihrer Spitze, als Zeichen der Anerkennung durch die spanische Krone ein Insigne. Es zeigte einen Adler, der aber unglücklicherweise nach links schaute, was in der Heraldik „Unrechtmäßigkeit“ bedeutet. Ein weiterer Fehler war die königliche Krone, die für den höchsten Adel reserviert ist. Da man das Missfallen von Heraldik-Experten ahnte, wurde das Wappen erst am 20. September 1596 angenommen und auch schnell wieder abgeschafft. 
Das heute verwendete Wappen zeigt zwei vor Anker liegende Segelschiffe, darüber eine Sonne mit auffällig ausgestalteten Strahlen, wie man sie ähnlich auch auf der argentinischen Flagge findet. 